# Nosbach
Nosbach ist ein Ort von insgesamt 106 Ortschaften der Gemeinde Reichshof im Oberbergischen Kreis im Regierungsbezirk Köln in Nordrhein-Westfalen, Deutschland.

## Lage und Beschreibung
Der Ort liegt östlich der Wiehltalsperre nahe Wildbergerhütte, die nächstgelegenen Zentren sind Gummersbach (29 km), Köln (66 km) und Siegen (28 km).

## Geschichte

### Erstnennung
1575 wurde der Ort das erste Mal urkundlich erwähnt. „Ort in der Karte von Arnold Mercator.“
Die Schreibweise der Erstnennung war In der Nosbach.
| Bevölkerungsentwicklung | Bevölkerungsentwicklung |
| Jahr                    | Einwohner               |
| ----------------------- | ----------------------- |
| 1991                    | 239                     |
| 2005                    | 195                     |
| 2008                    | 214                     |
| 2017                    | 192                     |
| 2018                    | 192                     |
| 2019                    | 185                     |

## Freizeit

### Vereinswesen
- Freiwillige Feuerwehr Löschzug Nosbach
- Dorfgemeinschaft Nosbach